# 保護する責任
保護する責任（ほごするせきにん、英: Responsibility to Protect）は、自国民の保護という国家の基本的な義務を果たす能力のない、あるいは果たす意志のない国家に対し、国際社会全体が当該国家の保護を受けるはずの人々について「保護する責任」を負うという新しい概念である。略称はR2P又はRtoP。
従来の人道的介入の概念に対する先入観を払拭し、新たに軍事的・非軍事的介入の法的・倫理的根拠を模索することを目的に、2000年9月にカナダ政府によって設置された介入と国家主権に関する国際委員会（ICISS）が作成した報告書に基づいて定義された。その基本原則について、2005年9月の国連首脳会合成果文書において認められ、2006年4月の国連安保理決議1674号において再確認された。

## 基本理念
- 国家主権は人々を保護する責任を伴う。
- 国家が保護する責任を果たせない場合は国際社会がその責任を務める。
- 国際社会の保護する責任は不干渉原則に優先する。

### 不干渉原則に優先する理由
1. 主権概念に固有の義務
2. 国連憲章24条による国際連合安全保障理事会の責任
3. 国際人権文書、国際人道法および国内法に基づく特定の法的義務
4. 国家、地域的機関及び安保理による慣行の発展

### 3つの包含要素
保護する責任には、「予防する責任」を筆頭に、「対応する責任」と「再建する責任」の3つの要素が包含されている。このうち、最も重要なのが「予防する責任」である。あらゆる干渉行動は、その実施に先行して予防的手段が尽くされなければならない。
1. 予防する責任（Responsibility to Prevent） - 紛争の原因に対する取り組み
2. 対応する責任（Responsibility to React） - 状況に対する強制措置（軍事干渉も含む）を含む手段による対応
3. 再建する責任（Responsibility to Rebuild） - 復興、和解などへの十全な支援の提供

## 経緯と現在
保護する責任の概念は、国連安全保障理事会（以下、安保理）決議1674号（2006年）や国連首脳会合成果文書（2005年）に先だって主題化され、幾つかの国連文書（決議・報告等）においてその基本理念を認められてきた経緯を持つ。
- 1999年2月、安保理の非公式会合（同12日招集）において、武力紛争下における文民保護の傾向と対策に関し国際連合事務総長（以下、事務総長）に報告書の作成が要請される[2]。同日発表された議長声明で安保理は、武力紛争において文民が、国際人道法および人権法に対する重大な違反行為により攻撃の対象とされることに憂慮を示し、文民に対する物理的及び法的保護（phyisical and legal protection of civilians）を改善するにあたり安保理はどのような対策がとれるかについて報告をまとめるよう事務総長に要請した[3]。
- 1999年9月、安保理議長声明（同年2月12日公表）の要請に基づいて作成された、第1回目の事務総長報告（同8日付）に基づく武力紛争下の文民の保護に関する決議1265号（17日採択）において、民族浄化・人道に対する罪・国際人道法に対する重大な違反を防ぐ国家の責任が強調される[4]。
- 2000年4月、1999年の武力紛争下の文民の保護に関する決議1265号に基づく武力紛争下の文民の保護に関する決議1296号（19日採択）において、紛争の予防に関する包括的なアプローチの重要性が再確認されるとともに、2001年3月31日までに武力紛争下における文民の保護に関する報告を行うことが事務総長に要請される[5]。
- 2000年9月、カナダ政府の主導で干渉と国家主権に関する国際委員会（ICISS）が設置される。
- 2001年3月、2000年の武力紛争下の文民の保護に関する決議1296号に基づいて、「保護する文化」（culture of protection）の育成を目標に加盟国による文民保護能力の強化の必要性を訴える、第2回目の事務総長報告（30日付）が安保理に提出される[6]。
- 2001年12月、国家主権に関する国際委員会（ICISS）の『保護する責任』報告書（同18日付け）が国連総会に提出される。
- 2002年11月、安保理議長からの書簡（2001年6月21日付）に基づいて第3回目の事務総長報告（26日付）が安保理に提出される[7]。
- 2004年5月、安保理議長声明（2002年12月20日付）に基づいて第4回目の事務総長報告（28日付）が安保理に提出される[8]。
- 2005年10月、国連首脳会合成果文書（24日採択）の第138・第139パラグラフの条項において、文民を集団殺害、戦争犯罪、民族浄化、人道に対する罪から保護するのは国家固有の責任であることが言明されるとともに、これを支援する国際社会の責任と、安保理決議に基づく集団安全保障措置の実施に関する意思が確認される[9]。
- 2005年11月、安保理議長声明（2004年12月14日付）に基づいて第5回目の事務総長報告（28日付）が安保理に提出される[10]。
- 2006年4月、武力紛争における文民の保護に関する決議第1265号（1999）に基づく武力紛争と文民に関する決議1674号（28日採択）において、集団殺害・戦争犯罪・民族虐殺・人道に対する罪から人々を保護する責任に関する2005年国連首脳会議成果文書第138・第139パラグラフの条項が再確認される[11]。
- 2006年12月、武力紛争における文民の保護に関する決議第1265号（1999年）・第1296号（2000年）・第1674号（2006年）に基づく紛争状態におけるジャーナリストへの攻撃に関する決議1738号（23日採択）において、文民等を故意に目標とすることは国際平和と安全に対する脅威となることを想起し、必要に応じて適切な措置を採択する準備があることが再確認されるとともに、武力紛争における文民の保護に関する次回報告でジャーナリストの安全と安全保障の問題を含めることが事務総長に要請される[12]。
- 2007年10月、安保理決議1674号及び1738号（いずれも2006年）に基づいて第6回目の事務総長報告（28日付）が安保理に提出される[13]。

## 軍事行動の正当化要件
対応する責任（responsibility to react）としての保護する責任の遂行における、集団安全保障上の強制措置としての軍事行動は、例外的で特別な措置とされる。したがって、それらの行動が正当化されるには、具体的に次の6つの要件が満たされる必要がある。ただし、これら6要件は国連総会・安保理のいずれでも公式に採択されておらず、理念上の原則に留まっている。
1. 正当な権限（Legitimate Authority） - 国連憲章第7章、第51条、第8章に基づくものでなければならない。
2. 正当な理由（Just Cause） - 大規模な人命の喪失、又は大規模な人道的危機が現在存在し、又は差し迫っていること（人道的危機の急迫性）。
3. 正当な意図（Right Intention） - 体制転覆等が目的でなく、体制が人民を害する能力を無力化することが目的でなければならない。
4. 手段の均衡（Proportional Means） - 措置の規模、期間、威力などは、人道目的を守るために必要最小限でなければならない。
5. 合理的見通し（Reasonable Prospect） - 干渉前よりも事態が悪化しないという、措置の合理的な成功の見通しがなければならない。
6. 最後の手段（Last Resort） - 交渉、停戦監視、仲介など、あらゆる外交的手段および非軍事的手段を追求したうえで、それでも成功しないと考えられる合理的な根拠があって初めてとられる手段でなければならない。

## 具体案
保護する責任3要素のうち、「予防する責任」と「対応する責任」の側面を満たす具体策として、近年、「国連緊急平和部隊」（UN Emergency Peace Service, 略称: UNEPS）という新たな国連待機部隊構想が提唱され、注目を集めている。これは、国際連合安全保障理事会の直下に各国の個人によって構成された即応緊急展開部隊（Rapid Emergency Force）を設立して、人道的危機に迅速に対処・予防するというもの。ある国家において、国家としての自国民を保護する責任を果たせず、人道的危機に対処できない、あるいはそうする意志がないと見られる場合に、このUNEPSが当該国に迅速に派遣・展開され、問題解決に当たる。ただし、依然として構想段階にあり設立には至っていない。
日本では野党民主党が、政府与党のインド洋給油新法への対案として、「武力紛争に際して直ちに必要な措置を執るための組織」としてUNEPSの設置促進を提案している。これは、実力組織としての自衛隊を海外に派遣するのではなく、日本人個人が憲法の範囲内で自由意志で参加できる国連待機部隊の体制構築を促進することを目的としている。

## 最近の動き

### 2007年
- 11月15日、国連総会でマケドニアのスルジャン・ケリム（Srgjan Kerim）議長が「保護する責任」を国際関係の新たな機軸の1つであるべきと発言。保護する責任を、人権の尊重、人間の安全保障及び持続可能な開発と同等の価値として主張した[14]。
- 12月11日、潘基文（Ban Ki-Moon）国連事務総長が2007年8月31日付の書簡[15]で新設を提案した「保護する責任国連事務総長特別顧問」（Special Adviser on the Responsibility to Protect）として、国連安全保障理事会がエドワード・ラック（Edward Luck) の任命を承認。国連に初めて、保護する責任の専門担当官が誕生した。ラックの職務は、類似の責務を持つフランシス・デン（Francis Deng）ジェノサイド及び大量殺戮担当国際連合事務総長特別代表（Special Representative for the Prevention of Genocide and Mass Atrocities）と緊密に連携して「保護する責任」の概念構築及び国際コンセンサスの醸成を促進することにある[16]。

### 2008年
- 7月15日、潘基文国連事務総長がドイツ・ベルリンでの国際会議「Responsible Sovereignty: International Cooperation for a Changed World（責任ある国家主権：変革する世界における国際協力）」で、保護する責任の概念を擁護し明確化する（defends, clarifies）演説を行う。演説の中で事務総長は、国家に文民を保護する法的責任（legal obligations）があること、国際社会にはこの義務を果たすための支援を行う責任があること、そして対応する責任（responsibility to react）については、平和的解決、強制的な解決、地域機関との協力などそれぞれの事態に応じた柔軟な対応が必要であることを強調した[17]。

### 2009年
- 1月12日、第63回国連総会において『Implementing the responsibility to protect （保護する責任の履行）』と題して、保護する責任履行のための体系的な実践論をまとめた国連事務総長報告書が提出される。報告書は、保護する責任を履行する戦略として次の3つの柱を提案した[18]。

1. 国家による保護責任の徹底（The protection responsibilities of the State）
2. 国際的な支援及び能力開発体制の構築（International assistance and capacity-building）
3. 適時かつ決定的な対応（Timely and decisive response）

- 10月7日、同国連総会第105回全体会議において、同年1月に提出された国連事務総長報告（前述）及び同年7月に総会議長によって開催された保護する責任に関する公開討論の結論に留意し、保護する責任についての検討を継続する（"Decides t o continue its consideration of the responsibility to protect."）国連総会決議が採択される[19]。

### 2011年
- 2月2日、潘基文国連事務総長がオックスフォード大学での講演『Human Protection and the 21st Century United Nations（人間の保護と21世紀の国連）』において、保護する責任の原則を履行するための課題を説明し、「必要なのは国連加盟国間で責任が共有され、国連がこれを主導する指導力を持つことである（"What is required is shared responsibility between Member States and the leadership of the UN."」）とした[20]。
- 2月25日、アフリカ情勢に関する国連安保理会合において、リビア情勢に関する報告で潘基文国連事務総長が国家の保護する責任に言及。リビア政府には文民を保護する明確な責任があり、その軍隊はこの責務を忠実かつ公平に果たさなければならない（"The government has a clear responsibility to protect its civilian population. Its armed forces must carry out those responsibilities professionally and impartially."）とした[21]。
- 2月26日、前日の事務総長報告を経て安保理はリビア情勢に関する決議1970を全会一致で採択。リビア政府当局には「人民を保護する責任がある」ことを想起し（“Recalling the Libyan authorities’responsibility to protect its population"）、国連憲章第七章に基づき事態を国際刑事裁判所に付託した[22]。
- 3月17日、安保理がリビア情勢に関する追加の制裁決議、決議1973を採択。決議1970に基づきリビア政府当局に引き続き「人民を保護する責任」の履行を求める一方で、国連憲章第7章に基づき、文民保護のための飛行禁止空域の設定とこれを強制するための「必要なあらゆる措置（"all means necessary"）」を講じる権限を加盟国に付与した[23]。国連史上初めて、保護する責任原則に基づいて武力行使が容認された決議となった。